# Carse
Cars ou Carse (em turco: Kars) é uma cidade e distrito do extremo nordeste da Turquia, capital da província homônima, na região daAnatólia Oriental. O distrito tem 2 048 km² de área e em dezembro de 2021 tinha 117 312 habitantes (densidade: 57,3 hab./km²), dos quais 90 124 na cidade.

## Etimologia
A região é referida na historiografia romana, nomeadamente por Estrabão, com o nome de Corzena (em grego clássico: Χορζηνη; romaniz.: Chorzene), e como Corsa por Ptolemeu, como fazendo parte da antiga Armênia. Os historiadores armênios da Idade Média referem-se à cidade por vários nomes armênios, nomeadamente Karuts' K'ałak (cidade de Carse), Karuts' Berd, Amrots'n Karuts' (ambos significando "fortaleza de Carse") e Amurn Karuts' ("Carse inexpugnável").
O nome atual em armênio é Kars (Կարս) ou Łars (Ղարս), em georgiano Karsi (ყარსი) ou Kari (კარი) na forma antiga; em azeri é chamada Qars e em curdo Qersê. A grafia em turco otomano era قارص.

## História
Poucas regiões do mundo foram objeto de tantas mudanças de domínio nacional quanto o extremo nordeste da Turquia, onde fica Carse. Essa região ao sul do Cáucaso teve sucessivos e múltiplos senhores desde a Idade Média. Ali se alternaram principalmente russos e turcos. A cidade também ficou foi disputada pelos persas, mais tarde pelos georgianos e pelos armênios. Ali houve ainda intervenções dos britânicos.

### Período medieval
Pouco se sabe sobre a antiga história de Carse além do fato de que a cidade teve sua própria dinastia de governantes armênios e que foi capital de uma região conhecida então com Vananda. Durante o século IX (por volta de 888) se tornou parte dos territórios dos armênios bagrátidas. Carse foi capital desse reino pelo curto período de 928 a 961, quando foi construída a catedral da cidade, mais tarde denominada Igreja dos Santos Apóstolos.
Em 963, pouco depois que a capital bagrátida foi transferida para Ani, Carse passou a ser capital de outro reino independente, também de nome Vananda. A real extensão dessa independência em relação a Ani era incerto e relativo, pois os soberanos eram sempre parentes dos senhores de Ani. Depois da Ani ser tomada pelo Império Bizantino em 1045, o título de "Rei dos Reis" bagrátida, que era do rei de Ani, passou para o senhor de Carse.
Em 1064, logo depois da tomada de Ani pelo turcos seljúcidas, o Rei Armênio de Carse, Cacício II, teve que pagar homenagem aos vitoriosos para evitar que esses sitiassem sua cidade. Em 1065, Cacício cedeu o controle de Carse ao Império Bizantino, mas logo os seljúcidas tomaram a cidade novamente. Em 1206/1207 Carse foi anexada pelos georgianos e da família zacárida que já governara Ani. Esse controle foi mantido até a década de 1230, tendo, mais uma vez, Carse sido dominada pelos turcos.
Em 1387 a cidade se rendeu a Tamerlão , tendo sido frágeis suas fortificações. Mais governantes turcos se seguiram até  1534, quando o exército otomano capturou a cidade. As fortificações da cidade foram reconstruídas pelo sultão otomano Murade III, tendo sido fortes o suficiente para resistir ao cerco por Nadir Shah do Império Afexárida em 1731. Carse se tornou sede de um sanjaco do vilaiete turco de Erzurum, no Império Otomano.

### Era moderna
Em 1807 Carse resistiu com sucesso a ataques do Império Russo, mas foi dominada depois de um cerco em 23 de junho de 1828, pelo conde e general Ivan Paskevich, que fez 11 mil prioneiros de guerra otomanos. Pouco depois, Carse retornou ao domínio otomano por razões diplomáticas e o limite entre os impérios otomano e russo ficou muito próximo à cidade. Durante a Guerra da Crimeia, uma guarnição turca comandada por oficiais britânicos, dentre eles o general William Fenwick Williams, mantiveram os russos fora da cidade durante o cerco de Carse (1855). Porém, depois que a guarnição britânica foi devastada pela cólera e faltaram alimentos, a cidade se rendeu ao general russo Muraviev em novembro de 1855.
A fortaleza foi atacada mais uma vez pelos russos na Batalha de Carse, durante a Guerra russo-turca de 1877–1878, sob o comando dos generais Mikhail Tarielovich Loris-Melikov e Ivan Davidovich Lazarev. Ao fim dessa guerra, Carse foi transferida para o Império Russo pelo Tratado de Santo Estêvão e a cidade se tornou capital do oblast de Carse, que incluía os okrugs da própria Carse, Ardacane, Kağızman e Oltu. De 1878 a 1881 mais de 82 mil muçulmanos dos territórios antes controlados pelos otomanos emigraram para o Império Otomano, dos quais cerca de 11 mil saíram de Carse. Ao mesmo tempo muitos gregos pônticos e armênios imigraram para região de Carse, vindos do Império Otomano e outras regiões transcaucasianas.
De acordo com o censo russo de 1892, os russos eram 7%, os gregos 13,5%, os curdos 15%, os armênios 21,5%, turcos 24%, carapapaques 14% e os turcomenos 5% da população do oblast de Carse.
Durante a Primeira Grande Guerra, Carse foi um dos principais objetivos do Exército Otomano durante Batalha de Sarecamixe na Campanha do Cáucaso. A Rússia cedeu Carse, Ardacane e Batumi ao Império Otomano pelo Tratado de Brest-Litovski em 3 de Março de 1918. Porém, nessa época Carse estava sob o comando efetivo das forças armênias e russas não bolcheviques. O Império Otomano capturou Carse em 25 de Abril de 1918, mas no Armistício de Mudros (outubro de 1918) foi forçada recuar até sua antiga fronteira.
Os otomanos se recusaram a sair de Carse, com seu governador militar constituindo um governo provisório, o Governo do Sudoeste do Cáucaso, liderado por Fahrettin Pirioglu, que reclamou a soberania turca sobre Carse e sobre as cidades falantes de turco e islâmicas, como Batumi e Gyumri. Grande parte da área próxima a Carse foi ocupada (Gyumri) pela República Democrática da Armênia  (DRA) em janeiro de 1919, mas o governo pró-turco permaneceu na cidade até à chegada das tropas britânicas, que dissolveram esse governo em 19 de abril de 1919, prendendo suas lideranças e exilando-as  em Malta.
Em maio de 1919, Carse ficou sob domínio da "República Armênia" e se tornou capital da província de Vananda. Rusgas entre revolucionários do Movimento Nacional Turco e tropas fronteiriças da Armênia em Oltu levaram a uma invasão da República Armênia por quatro batalhões turcos sob o comando do general Kazım Karabekir, iniciando a Guerra Turco-Armênia. Nessa guerra, em 30 de outubro de 1920, Carse foi novamente tomada pelos turcos.  De acordo com os termos do Tratado de Alexandropol (hoje Gyumri, Armênia), assinado por representantes da Armênia e da Turquia em 2 de Dezembro de 1920, a República Democrática da Armênia cedeu mais de 50% do seu território pré-guerra e abriu mão de todos territórios garantidos pelo Tratado de Sèvres.
Com a invasão bolchevique na Armênia, o Tratado de Alexandropol foi anulado pelo Tratado de Carse, assinado entre a Turquia e União Soviética em 13 de outubro de 1921. Por esse tratado, os soviéticos ficaram com a Ajária (hoje na Geórgia) e a Turquia ficou com a províncias de Carse, Eder e Ardacane. Esse tratado estabelecia relações pacíficas entre ambas nações, mas no início de 1939, diplomatas britânicos perceberam intenções da União Soviética no sentido de alterar mais uma vez as fronteiras. Em mais de uma ocasião, os soviéticos quiseram negociar com os turcos a permissão para que armênios tivessem ao menos um acesso às ruínas sagradas e históricas de Ani, mas a Turquia não aceitou essas pretensões.

### Período pós Segunda Guerra Mundial
Depois da Segunda Guerra Mundial, a União Soviética buscou anular o Tratado de Carse e ganhar novamente o território cedido aos turcos. Em 7 de Junho de 1945, o Ministro da Relações Exteriores Soviético Viatcheslav Molotov  declarou aos turcos que as regiões deveriam retornar à União Soviética como posse das repúblicas, tanto da Geórgia, como da Armênia. A Turquia ficou em situação difícil, queria manter boas relações com o poderoso vizinho soviético, mas também não queria perder os territórios. Os turcos não tinha nenhuma intenção de sustentar uma guerra com a superpotência emergente, mas, no outono de 1945, tropas soviéticas se posicionaram na fronteira turca, visando uma invasão iminente.
Era o início da longa Guerra Fria. Houve uma firme posição do líder britânico Winston Churchill contra essas pretensões territoriais nas áreas onde os soviéticos queriam exercer sua influência. Enquanto isso, o presidente dos Estados Unidos, Harry S. Truman optou por uma posição mais neutra, não intervencionista. A situação manteve a área num conflito latente, porém, não efetivado.

### Situação atual
Em 4 de abril, os turcos fecharam a fronteira em Carse, no ponto de passagem para a Armênia (já independente da extinta URSS). Essa ação marcava o protesto da Turquia contra a captura de territórios do Azerbaijão por tropas armênias e do Alto Carabaque, na chamada Guerra do Alto Carabaque. Desde então a fronteira se mantém fechada de forma hostil.
Há hoje intenções crescentes no sentido de reabrir a fronteira, mesmo com os líderes de ambas nações sem intenções de mudar o clima de desentendimento e com o Azerbaijão, junto com grupos nacionalistas turcos, também forçar no sentido de manter o isolamento na fronteira. Naif Alibeyoğlu, prefeito de Carse declarou em 2006 que a abertura da fronteira seria vantajosa para a economia da região e para um renascimento da cidade.

## População
| 1878  | 1897   | 1913   | 1922    | 1970   | 1990   | 2000   | 2007   | 2012   |
| 8 672 | 20 891 | 12 175 | 129 789 | 54 000 | 78 455 | 78 473 | 76 992 | 78 100 |
|       | 140,9% | 41,7%  | 966%    | 58,4%  | 45,3%  | 0%     | 1,9%   | 1,4%   |

## Arquitetura
Devido à mistura das culturas armênia, curda, caucasiana, russa e turca, os edifícios de Carse apresentam uma notável variedade de estilos de arquitetura.

### Cidadela
O Castelo de Carse (Kars Kalesi), também chamado Cidadela, está no topo de uma colina rochosa que domina a paisagem da cidade. Suas muralhas datam do período armênio bagrátida (há trechos originais sobreviventes no lado norte), mas sua atual forma data provavelmente do século XIII, quando o domínio sobre cidade era da dinastia zacárida.
A cidadela ostenta cruzes em diversos locais, incluindo uma cachecar (pedra memorial esculpida, típica da Armênia) com inscrições em armênio na torre mais oriental. Isso demonstra que o que se dizia repetidamente, que esse castelo fora construído no final do século XVI por Murade III, sultão otomano durante a guerra com o Império Safávida, não é correto. Murade pode tê-lo reconstruído parcialmente, pois muitas das paredes são similares a diversas construções otomanas (como em Ardacane).
Durante o século XIX a cidadela perdeu as funções defensivas, tendo sido construídas diversas fortalezas externas para proteção em volta de Carse. Esse novo sistema defensivo se mostrou eficaz em 1855, durante o cerco de Carse.

### Outras construções
- Abaixo do castelo fica uma igreja armênia conhecida como Surb Arak'elos, Catedral de Carse (Igreja dos Santos Apóstolos), construída em 930. Apresenta um planta de "quatro conchas" (um quadrado central com quatro apsides circulares) com uma cúpula esférica. No lado de fora, o cilindro central apresenta doze baixo-relevos de homens, supostamente os doze apóstolos. A cúpula tem um teto cônico. Em 1579, a igreja foi transformada em mesquita e, por volta de 1880, passou a ser uma igreja ortodoxa russa. Os russos construíram novos pórticos na frente das três entradas da igreja. Construíram também uma torre sineira, que já não existe. Foi usada como armazém nos anos 1930, abrigou um pequeno museu de 1963 até o final dos anos 1970, esteve abandonada por duas décadas até voltar a ser uma mesquita em 1998.
- A "Taşköprü" (Ponte de Pedra) é uma ponte sobre o rio Carse construída em 1725, próximo da qual há três hamames que atualmente já não funcionam.

## Personalidades notáveis
São relacionados à cidade:
- O filósofo e místico George Ivanovich Gurdjieff creceu em Carse.
- O poeta armênio Yełishe Charents nasceu em Carse.

## Transportes
Carse é servida por uma estação ferroviária da TCDD (Caminhos de Ferro da República da Turquia). Essa ferrovia continua em território da Armênia até Gyumri, porém esse trecho não é usado desde 1993. Há propostas para construção de um ramal para conectar Carse com Akhalkalaki na Geórgia e daí para a capital Tiblíssi, indo até Bacu no Azerbaijão.